# Investerarrelationer
Investerarrelationer, ofta även kallat investor relations (IR) är ett företags relationer med kapitalmarknad och aktieägare. Många större företag har en särskild funktion som arbetar med kommunikation och service till analytiker, journalister och enskilda aktieägare. Målsättningen är att skapa och upprätthålla ömsesidig kunskap med investerare, analytiker och finansiella redaktörer. Bland uppgifterna kan ingå att ansvara för pressmeddelanden och i samarbete med ekonomiavdelningen arbeta med årsredovisning och delårsrapporter och andra finansiella rapporter. Det kan också innebära att arrangera särskilda kapitalmarknadsdagar med presentationer för analytiker och informationssammanställning för enskilda analytiker eller investerare.